# 奥斯卡·王尔德中心
奥斯卡·王尔德中心（Oscar Wilde Centre）是都柏林三一学院的一个学术研究和教学单位，成立于1998年，位于韦斯特兰路（Westland Row）21号。奥斯卡·王尔德出生在这座建筑。这座位于三一学院周边的建筑，在20世纪作为扩建计划的一部分购买。该中心由诗人[布伦丹·肯纳利和杰拉尔德·道尔创建，并担任主任。2008年，普利策奖得主美国作家理查德·福特以兼职教授的身份加入该团队。
自2007年以来，该中心还负责管理鲁尼爱尔兰文学奖，这是一项针对40岁以下爱尔兰作家的年度奖项。